# Bürgermeisterei Neuenahr

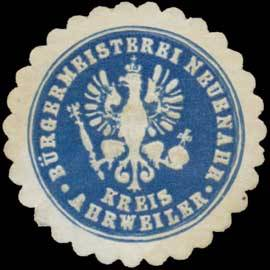
Siegelmarke Bürgermeisterei Neuenahr

Die Bürgermeisterei Neuenahr war ein preußischer Verwaltungsbezirk im Kreis Ahrweiler, der zum Regierungsbezirk Koblenz in der Rheinprovinz gehörte. Die Bürgermeisterei wurde 1875 aus der Bürgermeisterei Ahrweiler-Land als eigenständige Landbürgermeisterei errichtet und bestand bis 1927. Der Verwaltung der Bürgermeisterei Neuenahr unterstanden fünf Gemeinden. Im Jahr 1927 wurde die Bürgermeisterei Neuenahr in Amt Bad Neuenahr umbenannt.

## Gemeinden und zugehörende Ortschaften
Gliederung der Bürgermeisterei Neuenahr; Einwohnerzahlen (Ew. 1885) laut Volkszählung vom 1. Dezember 1885:
| Gemeinde    | zugehörende Ortschaften und Wohnplätze                                | Einwohner 1885 | Bemerkungen                                 |
| ----------- | --------------------------------------------------------------------- | -------------- | ------------------------------------------- |
| Gimmigen    | Landskronerhof                                                        | 200            | heute Ortsbezirk Gimmigen                   |
| Heimersheim | Heppingen, Ehlingen, Apollinarisbrunnen, Heppingerbrunnen, Idsenmühle | 1.287          | heute Ortsbezirke Heimersheim und Heppingen |
| Kirchdaun   |                                                                       | 218            | heute Ortsbezirk Kirchdaun                  |
| Lohrsdorf   | Green, Köhlerhof                                                      | 359            | heute Ortsbezirk Lohrsdorf                  |
| Neuenahr    | Beul, Hemmessen, Wadenheim, Landmühle                                 | 1.280          | heute Ortsbezirk Bad Neuenahr               |

Alle Gemeinden bestanden bis 1969 und gehören seit dem 7. Juni 1969 zur Stadt Bad Neuenahr-Ahrweiler.

## Geschichte

### Bürgermeisterei Neuenahr
Nach der Inbesitznahme der späteren Rheinprovinz durch das Königreich Preußen (1815) wurden die 1816 eingerichteten Kreise in mehrere Bürgermeistereien unterteilt, denen in der Regel mehrere Gemeinden zugeordnet waren.
Der Verwaltungsbezirk der Bürgermeisterei Neuenahr gehörte ursprünglich zur Bürgermeisterei Ahrweiler.
Nach dem Inkrafttreten der Städteordnung für die Rheinprovinz vom 15. Mai 1856 schied die Stadt Ahrweiler am 2. März 1857 aus dem Bürgermeistereiverband aus und bildete einen eigenen städtischen Verwaltungsbezirk. Die Landgemeinden Gimmigen (damals Gimmingen), Heimersheim, Lohrsdorf, Kirchdaun und Wadenheim bildeten die neue Bürgermeisterei „Ahrweiler-Land“. Sie wurde in Personalunion vom Bürgermeister der Stadt Ahrweiler, Josef Wilhelm Clotten, verwaltet.
Die Gemeinde Wadenheim regte im Jahr 1874 aufgrund der Entwicklung zu einem Kurort eine Lostrennung von Ahrweiler an. Durch Verfügung vom 26. Januar 1875 entschied die königliche Regierung, Abteilung des Innern, in Koblenz die Aufhebung der Personalunion und die Bildung einer besonderen Landbürgermeisterei mit dem Sitz in Wadenheim. Wenig später wurde der aus den drei Ortschaften Wadenheim, Beul und Hemmessen gebildeten Gemeinde Wadenheim durch königliche Genehmigung vom 9. Juni 1875 gestattet, den Namen „Gemeinde Neuenahr“ zu führen.
Seitdem trug auch die Bürgermeisterei den Namen „Neuenahr“, der Sitz des Bürgermeisters war im Ortsteil Wadenheim.
Im Verwaltungsgebiet der Bürgermeisterei Neuenahr lebten 1885 insgesamt 4.278 Einwohner in 899 Haushalten; 2.125 der Einwohner waren männlich und 2.153 weiblich. Bezüglich der Religionszugehörigkeit waren 4.081 katholisch und 158 evangelisch; die insgesamt 38 Juden lebten in Heimersheim und Neuenahr.

### Amt Bad Neuenahr
Seit dem Jahr 1927 durfte die Gemeinde den Namen „Bad Neuenahr“ führen.
Auf der Grundlage des preußischen „Gesetzes über die Regelung verschiedener Punkte des Gemeindeverfassungsrechts“ vom 27. Dezember 1927 wurden alle Landbürgermeistereien in Ämter umbenannt.
Das so entstandene Amt Bad Neuenahr bestand auch nach 1946 im neu gebildeten Land Rheinland-Pfalz bis zur Neubildung der Verbandsgemeinde Bad Neuenahr im Jahre 1968.

### Verbandsgemeinde Bad Neuenahr
Im Zuge der rheinland-pfälzischen Funktional- und Gebietsreform wurden zum 1. Oktober 1968 alle Ämter im damaligen Regierungsbezirk Koblenz zu Verbandsgemeinden umgewandelt.
Die vorläufige Verbandsgemeinde Bad Neuenahr hatte denselben Gebietsstand und die gleiche Gemeindezuordnung wie die Bürgermeisterei Ahrweiler-Land von 1857. Am 7. Juni 1969 wurde die Verbandsgemeinde Bad Neuenahr schließlich aufgelöst, die zugehörenden Gemeinden gingen in der neu gebildeten Stadt Bad Neuenahr-Ahrweiler auf.